# Churchstanton
Churchstanton är en civil parish i Storbritannien.   Den ligger i grevskapet Somerset och riksdelen England, i den södra delen av landet, 220 km väster om huvudstaden London. Antalet invånare är 752.